# Campanula dzyschrica
Campanula dzyschrica är en klockväxtart som beskrevs av Alfred Alekseevich Kolakovsky. Campanula dzyschrica ingår i släktet blåklockor, och familjen klockväxter. Inga underarter finns listade i Catalogue of Life.